# 埃隆·林登施特劳斯
埃隆·林登施特劳斯（希伯來語：אילון לינדנשטראוס，1970年8月1日—），以色列数学家，2010年菲尔兹奖得主。

## 简历
出生于以色列耶路撒冷城。获得以色列耶路撒冷希伯来大学数学和物理学理学学士学位、数学硕士学位（1995年）。完成硕士学位后，在以色列国防部服兵役，期间获得以色列国防奖（Israel Defense Prize）。1999年，在希伯来大学完成博士论文，论文课题“Entropy properties of dynamical systems”，博士导师本杰明·魏兹教授（Prof. Benjamin Weiss）。
完成博士论文后，埃隆前往美国普林斯顿高等研究所从事数学研究，之后来到美国加州，成为斯坦福大学助理教授。2003年至2005年，是克雷數學研究所研究员。2004年，成为普林斯顿大学教授。2009年，成为希伯来大学数学教授。

## 荣誉
- 1988年：国际数学奥林匹克竞赛，铜牌（代表以色列国家队参赛）；
- 2003年：萨兰奖（英语：Salem Prize）（和印度数学家卡納安·桑德拉讓（英语：Kannan Soundararajan）一同获得）；
- 2004年：欧洲数学会奖（European Mathematical Society Prize）
- 2008年：布鲁诺纪念奖（Michael Bruno Memorial Award）
- 2009年：厄尔多斯奖（英语：Erdős Prize）
- 2009年：费尔马奖
- 2010年：菲尔兹奖（在印度海得拉巴举行的国际数学家大会上获得），时年40岁。[2]